# Corythomantis
Corythomantis là một chi động vật lưỡng cư trong họ Nhái bén, thuộc bộ Anura. Trước đây chi này được ghi nhận chỉ có 1 loài và không bị đe dọa tuyệt chủng. Tuy nhiên gần đây, các nhà khoa học đã ghi nhận thêm một thành viên mới trong chi.

## Danh sách loài
- Corythomantis greeningi Boulenger, 1896
- Corythomantis galeata Pombal, Memezes, Fontes, Nunes, Rocha & Van Sluys, 2012